# Атенс (Миннесота)
А́тенс (англ. Athens) — тауншип в округе Исанти, Миннесота, США. В 2010 году его население составляло 2177 человек.
Тауншип был назван в честь города Афины, столицы Греции.

## География
По данным Бюро переписи населения США площадь тауншипа составляет 82,2 км², из которых 81,2 км² занимает суша, а 1,0 км² — вода (1,23 %).

## Население
По данным переписи 2010 года население Атенс составляло 2177 человек (из них 53,2 % мужчин и 46,8 % женщин), было 779 домашних хозяйства и 600 семей. Расовый состав: белые — 97,2 %, афроамериканцы — 0,2 %, коренные американцы — 0,1 %, азиаты — 0,1 и представители двух и более рас — 1,7 %.
Из 779 домашних хозяйств 63,3 % представляли собой совместно проживающие супружеские пары (21,6 % с детьми младше 18 лет), в 8,0 % домохозяйств женщины проживали без мужей, в 5,8 % домохозяйств мужчины проживали без жён, 23,0 % не имели семьи. В среднем домашнее хозяйство вели 2,79 человека, а средний размер семьи — 3,09 человека. В одиночестве проживали 23,0 % населения, 5,5 % составляли одинокие пожилые люди (старше 65 лет).

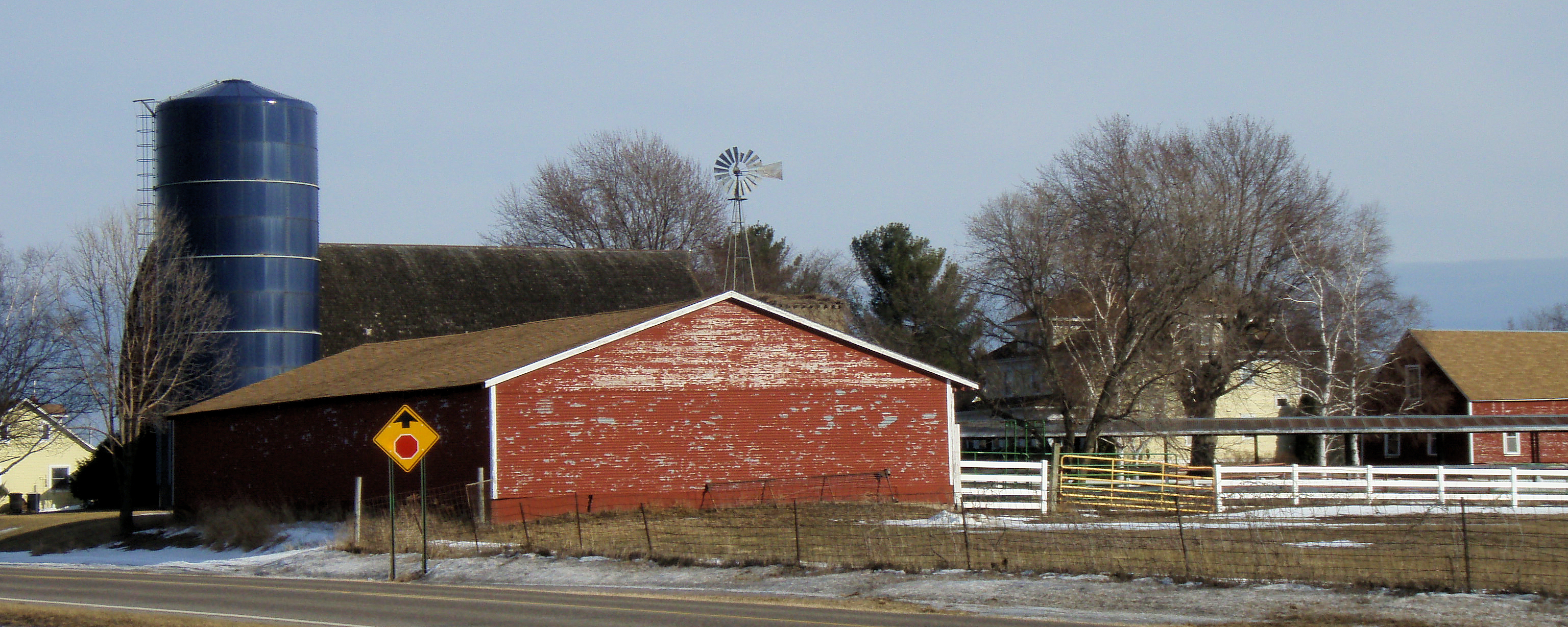
Ферма Эдварда Эриксона на территории тауншипа, внесена в Национальный реестр исторических мест

Население тауншипа по возрастному диапазону распределилось следующим образом: 22,4 % — жители младше 18 лет, 66,6 % — от 18 до 65 лет и 11,0 % — в возрасте 65 лет и старше. Средний возраст населения — 43,5 года. На каждые 100 женщин приходилось 113,9 мужчины, при этом на 100 совершеннолетних женщин приходилось уже 111,7 мужчин сопоставимого возраста.
В 2014 году из 1394 трудоспособных жителей старше 16 лет имели работу 875 человек. При этом мужчины имели медианный доход в 53 533 доллара США в год против 38 693 доллара среднегодового дохода у женщин. В 2014 году медианный доход на семью оценивался в 65 313 $, на домашнее хозяйство — в 61 212 $. Доход на душу населения — 27 262 $. 7,5 % от всего числа семей и 8,0 % от всей численности населения тауншипа находилось на момент переписи за чертой бедности.